# Xanadu (série télévisée)
Pour les articles homonymes, voir Xanadu.
 (avril 2011).
Si vous disposez d'ouvrages ou d'articles de référence ou si vous connaissez des sites web de qualité traitant du thème abordé ici, merci de compléter l'article en donnant les références utiles à sa vérifiabilité et en les liant à la section « Notes et références ».
Xanadu est une série télévisée française en 8 épisodes de 52 minutes, créée par Séverine Bosschem, écrite par Séverine Bosschem et Laurent Burtin, réalisée par Podz et Jean-Philippe Amar, et diffusée du 30 avril 2011 au 21 mai 2011 sur Arte, et à partir du 19 novembre 2011 dans une version non-censurée sur Orange Cinénovo,.
Elle met en scène une famille à la tête d'une grande société de production de films X appelée Xanadu.
Le 17 novembre 2011, Arte a annoncé l'annulation de la série après une seule saison.

## Synopsis
La famille Valadine est à la tête d'un empire du sexe : la maison Xanadu. Alex Valadine, grand manitou du porno et patriarche de cette famille meurtrie, mène la danse.
Les productions Xanadu ont révolutionné l'industrie du film pornographique dans les années 1980 notamment grâce à leur égérie, Élise Jess. Première femme d'Alex et mère de ses trois enfants, Élise a disparu il y a dix ans de cela, mais son fantôme et le mystère de sa disparition hante toujours la maison familiale et empêche les plaies de se refermer. Alex Valadine est poussé vers la sortie par ses enfants, Sarah et Laurent Valadine, bien décidés à faire entrer l'empire Xanadu dans le XXIe siècle.

## Fiche technique
- Titre : Xanadu

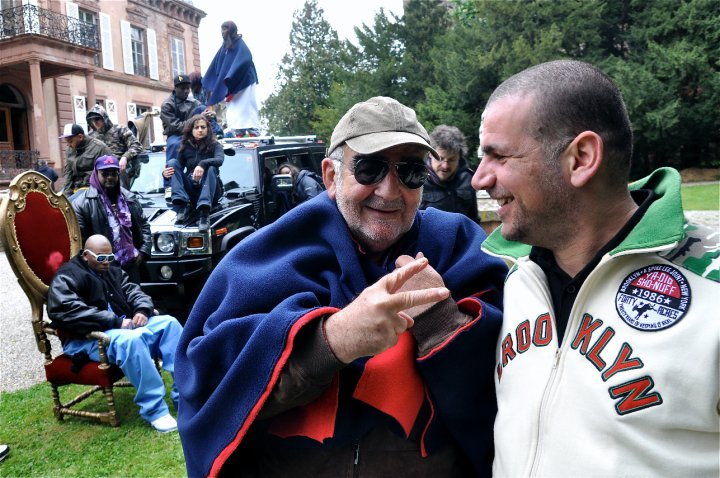
Jean-Louis Foulquier et d'autres comédiens sur le tournage du deuxième épisode.

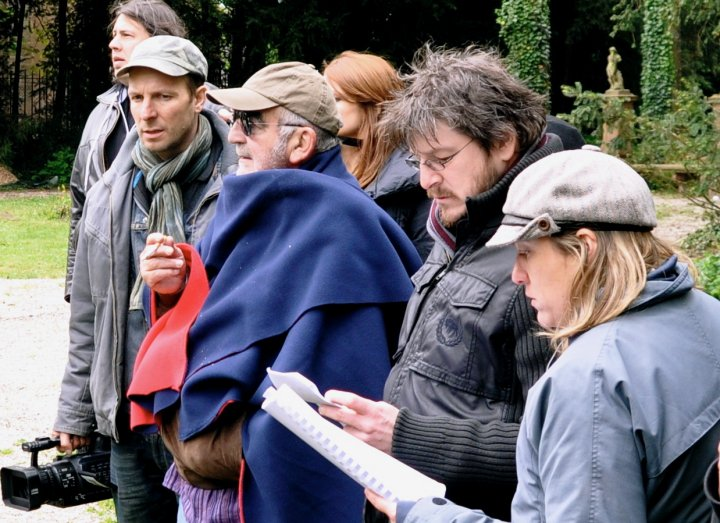
Jean-Louis Foulquier et Podz sur le tournage du deuxième épisode de Xanadu.

- Créateur : Séverine Bosschem et Yves Ramonet
- Réalisation : Podz et Jean-Philippe Amar
- Scénario : Laurent Burtin
- Décors :Mathieu Buffler, Flavien Duvoix
- Costumes : Emmanuelle Pertus
- Photographie : Emmanuel de Fleury
- Montage : Raphaël Péaud, Quentin Denoyelle, Valérie Héroux et Jérôme Pey
- Musique : Get Well Soon
- Direction artistique : Mathieu Buffler
- Production : Caroline Benjo, Jimmy Desmarais
- Sociétés de production : Haut et Court, Arte France et Orange Cinéma Séries (avec la participation du CNC)
- Sociétés de distribution :  Haut et Court, Arte France et Cofinova 7 (Télévision)
  - France : Koba Films (2011) (France) (DVD)
  - Allemagne : Sunfilm Entertainment (2012) (DVD)
- Format : couleurs - 1,78 : 1 - son stéréo
- Lieu de tournage et pays d'origine :   Strasbourg dans le Bas-Rhin
- Langue d'origine : français
- Genre : drame, érotique
- Durée : 52 min environ.
- Classification : Interdit aux moins de 16 ans (France)

## Distribution

### Famille Valadine
- Jean-Baptiste Malartre : Alex Valadine, le père, fondateur de Xanadu
- Julien Boisselier : Laurent Valadine, le fils aîné d'Alex et Elise
- Gaïa Amaral (it) : Élise Jess, égérie décédée de Xanadu, épouse d'Alex
- Nora Arnezeder : Varvara Valadine, ex actrice X et nouvelle compagne d'Alex
- Judith Henry : Anne Valadine, épouse de Laurent
- Nathalie Blanc : Sarah Valadine, fille d'Alex et Élise
- Swann Arlaud : Lapo Valadine, fils cadet d'Alex et Élise
- Solène Rigot : Marine Valadine, fille de Sarah
- Audrey Bastien : Bettany Valadine, fille de Laurent et Anne

### Autres personnages principaux
- Vanessa Demouy : Vanessa Body, actrice X
- Jean-Louis Foulquier : Bobby Mac, réalisateur de films X
- Phil Holliday : Brendon Hardon, acteur X
- Mathilde Bisson : Lou, la nouvelle égérie de Xanadu
- Axel Kiener : Mathieu, le policier, ex de Sarah

### Autres personnages récurrents
- Olivier Chantreau : Ruben
- Pénélope-Rose Lévèque : Chloé, la « fille à l'anorak »
- Christophe Degli Esposti : Yolde
- Isaïe Sultan : Ali
- Odile Vuillemin : Coralie, ex actrice X
- Lila Salet : Candice
- Déborah Révy : Priscille, la chanteuse
- Chrystelle Labaude : Claire Beck
- Charlotte Hoepffner : la fillette ange
- Philippe Couerre : Dr. Cohen
- Philippe Polet : Eren Derdiyok

## Personnages
- Laurent Valadine : C'est le fils aîné, sérieux et responsable, qui n’a pas une véritable fibre pour le business mais n’a eu aucune difficulté à se mettre dans les marques de son père sans être certain que ce soit sa propre voie.
- Alex Valadine : C'est le monarque du X qui s’est peu à peu laissé distancer et n’arrive ni à tourner la page, ni à passer la main.
- Vanessa : Elle travaille à Xanadu, belle poitrine et longs cils, physique irréprochable. Son intelligence et sa beauté lui ont permis de sortir du lot assez vite et de devenir une actrice très en vue. Malheureusement pour elle, Lou, la beauté farouche et sombre de ceux à qui la vie n’a jamais fait de cadeau, va se trouver sur son chemin.
- Elise Jess : C'est la muse et compagne d’Alex, décédée en 1992, éclatante, sensuelle, était devenue sous l’objectif de son pygmalion LA star du porno. Mais l’augmentation des cadences, la professionnalisation du métier, et sa propre incapacité à élever ses enfants, Sarah et Lapo, ont fait sombrer Elise qui a disparu dans des circonstances non élucidées.
- Varvara Valadine : C'est la seconde épouse d’Alex, c’est une ancienne actrice porno qui s’est rangée et ne rêve que d’une banale vie de famille avec Alex, qu’elle aime sincèrement.
- Anne Valadine : C'est l’épouse de Laurent, une femme au foyer plutôt bourgeoise qui a toujours eu du mal à accepter le secteur d’activité de sa belle famille et a fortement encouragé Laurent à prendre ses distances avec son père et à changer de vie.
- Sarah Valadine : C'est la sœur de Laurent, femme délaissée, la cinquième roue du carrosse, qui vient prendre sa revanche et solder ses comptes avec une enfance chaotique qui l’empêche d’aller de l’avant.
- Lapo Valadine : C'est le cadet, il est à la fois le mauvais fils et le surdoué de la famille. Fondu dans le biotope, il a un rapport instinctif, organique au porno et de véritables fulgurances en phase avec son époque.
- Bobby Mac : C'est l'ancien compagnon d’armes d’Alex et réalisateur depuis les années 1970, est un globe trotteur du X. Sous l’impulsion de Sarah, cet épicurien flamboyant revient travailler à Xanadu et tombe sous le charme d’Anne Valadine, qu’il séduit par sa générosité bourrue et son regard atypique sur le milieu du porno.
- Brendon : C'est un des hardeurs, beau gosse bodybuildé au visage poupin, qui se donne corps et âme à sa vie de pornstar non sans risque.
- Lou : Elle devient la nouvelle égérie Xanadu.

## Récompenses et nominations
- 2011 au Festival Séries Mania :
  - Nommé séries françaises
  - Nommé catégorie Les saisons intégrales